# Ионов, Николай Ильич
Николай Ильич Ионов (16.05.1913-16.07.1992) — советский учёный в области физической электроники и химии высоких температур, доктор физико-математических наук, лауреат государственных премий.
Родился 16 мая 1913 г. в деревне Нечаевщина Осташковского уезда Тверской губернии.
Окончил начальную четырехклассную школу и школу-семилетку в Осташкове (1927), после чего работал в крестьянском хозяйстве матери (отец умер, когда ему было 5 лет).
В 1930 году уехал в Ленинград, там после учёбы на рабфаке окончил физический факультет университета (1937, с отличием), и был оставлен в аспирантуре. В 1940 г. защитил кандидатскую диссертацию и работал на том же факультете: старший преподаватель, доцент.
После начала войны вступил в Народное ополчение, затем был переведен в регулярные части Ленинградского фронта и закончил службу в октябре 1945 г. в должности начальника химической лаборатории армии. Награждён орденами Красной Звезды, Отечественной войны II степени и медалями «За оборону Ленинграда» и «За Победу над Германией».
После демобилизации — старший научный сотрудник в лаборатории В. М. Дукельского в Физико-техническом институте  имени А. Ф. Иоффе Академии наук СССР. В 1949 г. защитил докторскую диссертацию, после чего занимал должности заведующего сектором, лабораторией и отделом физической электроники. В 1958 г. присвоено звание профессора.
В разные периоды времени по совместительству — зав. кафедрой физики в Ленинградском высшем мореходном училище, профессор Ленинградского государственного университета.
С 1989 г. на пенсии. Умер 16 июля 1992 года.
Основатель нового научного направления — химии высоких температур. Пионер использования масс-спектроскопических методов в области физической электроники, в изучении взаимодействия атомов и молекул с поверхностью и водородопроницаемости твердых тел.
Лауреат Сталинской премии 1953 года (за участие в атомном проекте) и Государственной премии СССР 1988 года (за цикл работ «Исследование процессов термической десорбции нейтральных и заражённых частиц на поверхности твёрдых тел» (1965—1984)). Заслуженный деятель науки РСФСР (1984). Награждён орденом Трудового Красного Знамени.
Избирался депутатом Ленсовета двух созывов.

## Сочинения
- Поверхностная ионизация / Э. Я. Зандберг, Н. И. Ионов. - Москва : Наука, 1969. - 432 с. : ил.; 22 см.